# Бакарі Коне (івуарійський футболіст)
Бакарі́ Коне́ (фр. Bakari Koné, нар. 17 вересня 1981, Абіджан, Кот-д'Івуар) — івуарійський футболіст, що грає на позиції півзахисника. Виступав за національну збірну Кот-д'Івуару.
Чемпіон Франції. Володар Кубка французької ліги.

## Клубна кар'єра
Вихованець юнацької команди футбольного клубу «АСЕК Мімозас».
У дорослому футболі дебютував 1999 року виступами за команду клубу «АСЕК Мімозас», в якій провів чотири сезони, взявши участь у 25 матчах чемпіонату.
Згодом з 2002 по 2005 рік грав у складі команд клубів «Аль-Іттіхад» та «Лор'ян».
Своєю грою за останню команду привернув увагу представників тренерського штабу клубу «Ніцца», до складу якого приєднався 2005 року. Відіграв за команду з Ніцци наступні три сезони своєї ігрової кар'єри. Більшість часу, проведеного у складі «Ніцци», був основним гравцем команди.
2008 року уклав контракт з клубом «Марсель», у складі якого провів наступні два роки своєї кар'єри гравця.
Протягом 2010—2015 років захищав кольори клубів «Лехвія», «Катар СК», «Умм-Салаль» та «Аджман».
З 2016 року виступає за клуб «Париж».

## Виступи за збірну
2003 року дебютував в офіційних матчах у складі національної збірної Кот-д'Івуару. Протягом кар'єри у національній команді, яка тривала 9 років, провів у формі головної команди країни 42 матчі, забивши 9 голів.
У складі збірної був учасником чемпіонату світу 2006 року у Німеччині, Кубка африканських націй 2006 року в Єгипті, де разом з командою здобув «срібло», Кубка африканських націй 2008 року у Гані, Кубка африканських націй 2010 року в Анголі.

## Досягнення

### Командні
- Чемпіон Франції:

«Марсель»: 2009—2010
- Володар Кубка французької ліги:

«Марсель»: 2009—2010
- Срібний призер Кубка африканських націй: 2006

### Особисті
- 2005

Найкращий бомбардир Ліги 2 (24 голи)
- 2005

Гравець року у Лізі 2